# AstraZeneca
AstraZeneca plc (LSE AZN, NYSE AZN, OMX AZN) és una companyia farmacèutica anglosueca, creada el 6 d'abril de 1999, a partir de la fusió de l'empresa sueca Astra AB i la britànica Zeneca Group PLC. Desenvolupa, manufactura, i ven fàrmacs per a tractaments de determinats trastorns en les àrees gastrointestinals, cardíacs i vasculars, neurològics i psiquiàtrics, infeccions, respiratoris, patològics i oncològics.
Fou creada a Estocolm (Suècia), el 1913, com una xicoteta companyia farmacèutica que desitjava crear els seus propis desenvolupaments farmacèutics i substituir les importacions des d'Alemanya i Suïssa, que eren els països que dominaven el mercat en aqueixos temps. Per un altre costat, Zeneca Group PLC era una empresa basada en el Regne Unit, part de la Indústria Química Imperial.
Entre les principals descobertes patentades per la companyia sueca destaquen la budesonida, un glucocorticoide inhalat que va revolucionar el tractament de l'asma i l'omeprazole, el primer inhibidor de la bomba de protons, que va significar un abans i un després en el tractament de les úlceres gastro-duodenals, i les esofagitis per reflux gasto-esofàgic (ERGE). L'omeprazole és el fàrmac més prescrit del món.
 Pel que fa a la part britànica en destaca el propranolol, un dels beta bloquejants més emprats, amb indicació en hipertensió arterial. El seu vaccí contra la Pandèmia de COVID-19 és un dels aprovats per l'Agència Europea del Medicament.
Les seues accions cotitzen a les borses de Londres i Nova York amb les sigles AZN (ticker).